# ボウトカーン・キリバス・モア党
ボウトカーン・キリバス・モア党（ボウトカーン・キリバス・モアとう、キリバス語: Boutokaan Kiribati Moa Party、略称: BKM）は、2020年にキリバス・ファースト党（KMP）と真実の柱（BTK）が合併して成立したキリバスの政党である。

## 沿革
BKMは、中華人民共和国との緊密化を求めて台湾(中華民国)と断交した政府の決定を受けて与党トブワーン・キリバス党（TKP）を離党したバヌエラ・ベリナおよび他の12名の国会議員から成るキリバス・ファースト党（KMP）が野党真実の柱（BTK）と合併して、2020年5月に結党された。
2020年5月22日、結党後では初となる議会で、BKMはバヌエラ・ベリナを大統領選挙の候補者に指名した。